# Bursera chemapodicta
Bursera chemapodicta es una especie de la familia Burseraceae nativa de México.

## Descripción
Arbolito de 2,5 a 5 m de alto, y el tronco hasta 25 cm de diámetro, resinoso y con aroma agradable; corteza externa del tronco y de las ramas principales, roja, más bien obscura, exfoliándose en tiras grandes, papiráceas y delgadas. Hojas generalmente aglomeradas en forma de rosetas sobre extremos de ramillas cortas, las hojas simples sobre pecíolos de 1.3 cm de largo, láminas ovadas a obovadas, de 3 a 6 cm de largo y de 1.5 a 3 cm de ancho, enteras y a menudo algo revolutas en el margen. Flores apareciendo por lo general, antes que las hojas, fasciculadas sobre los extremos de ramillas cortas, pedúnculos de 1 a 3 mm de largo cortamente pubérulos. Flores masculinas pentámeras o tetrámeras; lóbulos del cáliz triangulares de unos 2 mm de largo, agudos en el ápice; pétalos oblongo-lanceolados de 4 mm de largo, amarillentos y ligeramente teñidos de rojo, pubescentes por fuera; estambres insertos todos casi al mismo nivel y subiguales, filamentos de 1.5 mm de largo, anteras de 2.5 mm de largo; el gineceo rudimentario o ausente. Flores femeninas, pentámeras, un poco más pequeñas que las masculinas, similares en pubescencia; ovario trilocular, pubescente, estigmas 3. Drupas trivalvadas, subglobosas a obovoides, algo puntiagudas en el ápice, de 5 a 7 mm de largo, glabras.

## Distribución y hábitat
Esta especie se localiza en México, en el estado de Guerrero en el Cañón del Zopilote, municipio de  Zumpango, cerca de Chilpancingo y Mezcala.
Crece en vegetación de bosque tropical caducifolio, de 800 a 1800 m s. n. m.

## Taxonomía

#### Etimología
El epíteto deriva del griego chemo= “relativo a la química” y apodeiktos= “demostrado”, en alusión al empleo del análisis cromatográfico para poner de manifiesto la legitimidad de esta especie.